# My Dream Boat

My Dream Boat (Chuan) est un film hongkongais réalisé par Doe Ching, sorti en 1967. Il s'agit d'une adaptation du roman éponyme de la romancière Chiung Yao (en), spécialisée dans les romans sentimentaux ayant des jeunes filles pour héroïnes.

## Synopsis
Le destin d'un groupe d'amis au seuil de la vie active est bouleversé par l'évolution de leurs sentiments amoureux.

## Fiche technique
- Titre original : Chuan
- Titre international anglais : My Dream Boat
- Réalisation : Doe Ching
- Scénario : Doe Ching, d'après un roman de Chiung Yao
- Société de production : Shaw Brothers
- Pays d'origine : Hong Kong
- Langue originale : mandarin
- Format : Couleurs - 2,35:1 - Mono - 35 mm
- Genre : drame sentimental
- Durée : 125 minutes
- Dates de sortie : 28 septembre 1967

## Distribution
- Lily Ho : Tang Ke-shin
- Essie Lin Chia : Du Jia-lin
- Ching Li : Shiang-yi
- Chin Han : Kei Yuan
- Chin Feng : Hu Yue-wai
- Yang Fan : Du Jia-wen
- Yen Chun : M. Du
- Chen Yen-yen : la mère de Ke-shin
- Tien Feng : le créancier de Jia-wen